# Oliver Bulman
Oliver Meredith Boone Bulman, FRS, auch O. M. B. Bulman zitiert, (* 20. Mai 1902 in London; † 18. Februar 1974) war ein britischer Paläontologe und zu seiner Zeit ein international führender Experte für Graptolithen.

## Leben
Er studierte am Chelsea Polytec und am Imperial College in London. Aus Studentenzeiten war er eng mit dem Paläontologen James Stubblefield befreundet, mit dem er Feldstudien über das Paläozoikum von Shropshire anstellte (der dritte im Bunde war der spätere Geologie-Professor in Bristol Walter Frederick Whittard, mit dem Bulman nach der Dissertation über Amphibien des Perm zusammenarbeitete). Dabei begann sein Interesse für Graptolithen, die er nach der Promotion 1926 am Imperial College weiter in Cambridge bei Gertrude Lilian Elles (1872–1960) studierte. 1928 erhielt er die Huxley Memorial Medal. Er war dann Demonstrator für Zoologie und Geologie am Imperial College und ab 1931 in Cambridge, wo er Lecturer in Paläontologie als Nachfolger von Henry Woods wurde.  1945 wurde er Fellow des Sidney Sussex College und Reader in Cambridge. 1955 wurde er als Nachfolger von W. B. R. King Woodwardian Professor für Geologie. 1966 trat er von seinem Lehrstuhl zurück, um sich nur noch der Forschung zu widmen, was er am Sedgwick Museum tat.
Bulman veröffentlichte in den 1930er-Jahren eine Reihe von Arbeiten, die auf den von dem Schweden Gerhard Holm präparierten Graptolithen beruhten. Bulman, dessen Vater der Künstler Henry Herbert Bulman war, kam bei seinen Veröffentlichungen über Graptolithen ein hervorragendes Zeichentalent zugute.
Ab 1934 wurde er Mitherausgeber des Geological Magazine. 1962 bis 1964 war er Präsident der Geological Society of London. 1960 bis 1962 war er Präsident der Palaeontological Association und er war Präsident der Sektion Geologie der British Association. 1971 bis 1974 war er Präsident der Palaeontographical Society.
1953 erhielt er die Lyell-Medaille. 1940 wurde er Fellow der Royal Society.
Bulman war seit 1938 mit Margaret Fearnsides verheiratet (Tochter des Geologieprofessors in Sheffield William George Fearnsides (1879–1968)), hatte einen Sohn und drei Töchter.
Zu seinen Doktoranden zählt Adrian W. A. Rushton.

## Schriften
- British Dendroid Graptolites. Palaeontographical Society, London 1934 (EA London 1927).
- Graptolithina. In: Otto Heinrich Schindewolf (Hrsg.): Lehrbuch der Paläozoologie. Borntraeger Verlag, Berlin 1938.
- Graptolithina. In: Raymond C. Moore (Begr.): Treatise on Invertebrate Paleontology. 2. Aufl. Geological Society of America, Boulder, Col. 1970 (EA Boulder, Col. 1955).
- Geology in the Service of Man. Neuaufl. Penguin, Harmondsworth 1961 (zusammen mit W. G. Fearnsides; EA Harmondsworth 1944).